# Bernard Cottret (historien)
Ne doit pas être confondu avec Bernard Cottret (chanteur).
Pour les articles homonymes, voir Cottret.
Bernard Jean Cottret est un historien et angliciste français né le 23 avril 1951 à Boulogne-Billancourt et mort le 13 juillet 2020 à Provins. Spécialiste d'histoire moderne, notamment de l'Angleterre et de la Réforme protestante, il a été professeur de civilisation britannique à l'université de Versailles-Saint-Quentin-en-Yvelines.

## Biographie
Issu d’une famille de peintres et de musiciens, Bernard Cottret est le fils de Bernard Cottret et de Geneviève Aurel, artistes lyriques. Après des études au lycée Descartes de Rabat et au lycée Chaptal à Paris, il étudie à l’École normale supérieure de Saint-Cloud de 1971 à 1976. Il est reçu au concours de l’agrégation d’anglais en 1976.
En 1988, il soutient une thèse d’État intitulée « Bolingbroke. Exil et écriture au siècle des Lumières. Angleterre-France (vers 1715-vers 1750) » à l’Université de Nanterre alors qu’il occupe un poste d’assistant à l’Université de Paris IV. Henri St John, 1er vicomte Bolingbroke, homme politique éconduit, devint en France « philosophe anglois » et initia les compatriotes de Voltaire aux idées d’outre-Manche. Cette thèse débouche à la demande de Jonathan Clark sur un livre en anglais consacré à l’œuvre politique de Bolingbroke et aux Lumières conservatrices, The Conservative Enlightenment. De 1989 à 1992, Bernard Cottret occupe un poste de professeur de civilisation britannique à l’Université de Lille III.
De 1992 à 2012, il est professeur de civilisation des îles Britanniques et de l’Amérique coloniale à l’université de Versailles - Saint-Quentin-en-Yvelines, où il devient par la suite professeur émérite. Il y fonde le département des humanités. Il est également membre honoraire senior de l’Institut universitaire de France, membre de l’Institut des recherches sur les civilisations de l’Occident moderne (IRCOM), université Paris-Sorbonne.
Il est officier de réserve, IRAT. Il est l'époux de l'historienne Monique Cottret et le père de Yann Cottret, intervenant musical.
Il meurt le 13 juillet 2020 à son domicile de Provins,, d'une crise cardiaque. Venu au protestantisme, il fréquentait le temple des Billettes et l'Oratoire du Louvre.

## Travaux de recherche
Bernard Cottret est l’auteur d’une quarantaine d’ouvrages, écrits seul ou en collaboration, et qui abordent dans une perspective comparative l’histoire des îles Britanniques, de l’Amérique coloniale et de la France. Il a également publié une cinquantaine de chapitres ou d’articles dans des ouvrages collectifs, et une quarantaine d’articles dans des revues savantes, sans compter de nombreuses participations à des émissions de radio ou de télévision. Certains de ces travaux ont fait l’objet de traduction en anglais, en allemand, en néerlandais, en espagnol, en italien, en portugais, en polonais, en japonais, en coréen et enfin en turc et en géorgien. Plusieurs essais portent sur la Réforme protestante et sur les questions religieuses, dans leurs liens avec la politique. Il a donné près de 300 conférences en France, en Irlande, en Grande-Bretagne, aux Pays-Bas, en Suisse, en Allemagne, en République tchèque, au Canada ou aux États-Unis. Il a participé au programme Marie-Curie de la communauté européenne sur les Lumières et l'histoire globale, initié par le professeur Günther Lottes (1951-2015) de l'université de Potsdam,,.
Il a abordé la Réforme protestante comme historien, confirmant une orientation intellectuelle et spirituelle, qui privilégie la liberté de ton et de pensée sur tous les conformismes. Terre d’Exil, paru en 1985, lui permet d’utiliser l’immigration huguenote pour mieux comprendre la société anglaise des XVIe – XVIIe siècles. En 1993, l'historien britannique Christopher Hill saluait dans Renaissance Quarterly la traduction anglaise d’un « livre très intéressant sur un sujet qui n’a pas été suffisamment traité par les historiens de langue anglaise », tout en insistant sur la pertinence pour notre temps d’une analyse des phénomènes migratoires et d’adaptation,,.

## Distinctions
De 1988 à 2002, Bernard Cottret est membre du conseil scientifique de la Bibliothèque nationale de France.
L’Académie française a primé plusieurs de ses livres (prix d’histoire Monseigneur-Marcel, médaille d’argent, en 1993 pour Cromwell, prix d’histoire François-Millepierres en 2003 pour La Révolution américaine). Il a en outre reçu le prix Budget 1997 de l’Académie des Inscriptions et Belles-Lettres pour Calvin, et plus récemment, avec son épouse Monique Cottret, le prix Pierre-Georges-Castex de littérature française de l’Académie des sciences morales et politiques 2006 pour Jean-Jacques Rousseau en son temps. L’Académie des sciences morales et politiques lui a décerné en juillet 2011 le prix Charles-Aubert Histoire pour l’ensemble de son œuvre. Son livre Thomas More se voit décerner le prix Brantôme 2013 de la biographie historique.
Bernard Cottret fut membre honoraire senior de l’Institut universitaire de France, membre de l’institut de recherche sur les civilisations de l’Occident moderne, à l’université de Paris-Sorbonne (Paris IV). Il a participé à la création du prix national du livre médiéval : Provins patrimoine mondial, qui a été remis pour la première fois à Michel Pastoureau, le 16 septembre 2007, pour son livre L’Ours, histoire d’un roi déchu, éditions du Seuil. En décembre 2007, il fut nommé membre de la commission André Kaspi sur les commémorations publiques, secrétariat à la défense, chargé des anciens combattants.

## Télévision
En tant que spécialiste de l'Angleterre, il participe à l'émission « Secrets d'histoire » consacrée à Marie Tudor, intitulée Marie La Sanglante sur le trône d'Angleterre diffusée le 28 octobre 2019 sur France 3.

## Principales publications
- Terre d’exil. L’Angleterre et ses réfugiés, XVIe – XVIIe siècles, Aubier, Paris, 1985.
  - (en) The Huguenots in England. Immigration and Settlement c.1550-1700, Cambridge University Press, Cambridge, 1991.
- La Glorieuse révolution d'Angleterre (1688), Gallimard-Julliard, 1988.
  - rééd. Gallimard, Folio, 2013.
- Le Christ des Lumières. Jésus, de Newton à Voltaire, Le Cerf, Paris, 1990.
  - Réédition : CNRS, 2011.
  - (it) Il cristo dei Lumi, Morcelliana, Brescia, 1992.
- Cromwell, Fayard, Paris, 1992.
- Bolingbroke, exil et écriture au siècle des Lumières. Angleterre-France (vers 1715-vers 1750), Paris, Klincksieck, 1992.
- Histoire des îles britanniques, XVIe – XVIIIe siècles, Nathan, 1994 (en collaboration).
  - Réédition : Armand Colin, 2005.
- Histoire d’Angleterre, XVIe – XVIIIe siècles, PUF, « Nouvelle Clio », 1996.
  - Réédition : 2003.
- (en) Bolingbroke’s Political Writings. The Conservative Enlightenment, Basingstoke, Macmillan 1997, 436 p.
  - New York, St Martin's Press, 1997, 436 p.
- Calvin, Biographie, J.C. Lattès, Paris, 1995. Réédition Payot, 1999.
  - (de) Calvin. Eine Biographie, Quell, Stuttgart, 1998.
  - (en) John Calvin, W.B.Eerdmans, Grand Rapids (Mich.), 2000.
  - (pl) Kalwin, Państwowy Instytut Wydawniczy, Varsovie, 2000.
  - (es) Calvino, La fuerza y la fragilidad, Editorial Complutense, Madrid, 2002.
  - (nl) Calvijn de biografie, Tielt, Lannoo, Kampen, Kok, 2004.
- La Renaissance, 1492-1598. Civilisation et barbarie, Éditions de Paris, Paris, 2000.
- Histoire de la Réforme protestante, Perrin, Paris, 2001.
  - version poche : Tempus, 2010.
- Jansénisme et puritanisme, Nolin, 2002.
- Du patriotisme aux nationalismes (1700-1848), Créaphis, Paris, 2002.
- La Révolution américaine, Perrin, Paris, 2003.
  - Version poche : Tempus, 2004.
- Henri VIII. Le pouvoir par la force, Payot, Paris, 2005.
- Jean-Jacques Rousseau, en son temps, avec Monique Cottret, Perrin, Paris, 2005.
  - Version poche : Tempus.
- Cosmopolitismes, patriotismes. Europe et Amérique 1773-1802, Rennes, Les Perséides, 2005, 216 p. En collaboration avec Marc Belissa.
- Le Jardin. Figures et métamorphoses, Dijon, EUD, 2005, 316 p. Dirigé en collaboration avec Anne-Marie Brenot.
- Convertir/Se convertir. Regards croisés sur l’histoire des missions chrétiennes, Paris, Nolin, 2006, 202 p., dirigé en collaboration avec Jan Borm, Jean-François Zorn.
- Sainte ou sorcière ? L’héroïsme chrétien au féminin, Paris, Éditions de Paris, 2006. Dirigé en collaboration avec V. Alemany, Monique Cottret, 272 p.
- Histoire de l’Angleterre. De Guillaume le Conquérant à nos jours, Paris, Tallandier, janvier 2007, 610 p.
  - Version poche : Texto, 2011.
- Naissance de l’Amérique du Nord, Actes fondateurs 1607-1776, Paris, Indes savantes, 2008. En collaboration.
- La République et le Royaume, Éditions de Paris, Paris, 2008.
- Calvin. Traité des reliques, Éditions de Paris, Paris, 2008.
- La royauté au féminin. Élisabeth Ire d’Angleterre, Paris, Fayard, 2009.
- Karl Marx, une vie entre romantisme et révolution, Perrin, Paris, 2010.
  - Karl Marx : Romantizm ve Devrim Arasında Bir Yaşam, İstanbul, Everest, 2012.
- Savoir et pouvoir au siècle des Lumières, Éditions de Paris, 2011, codirigé avec J. Borm et Monique Cottret.
- Jean-Jacques Rousseau, Lettre à Christophe de Beaumont, Gollion, Infolio, 2012, avec Monique Cottret.
- Thomas More. La face cachée des Tudors, Tallandier, 2012.
- Naissance et affirmation de la Réforme, Paris, PUF, « Nouvelle Clio », 2012. Collaboration Jean Delumeau, Thierry Wanegffelen.
- La Révolution anglaise. Une rébellion britannique, 1603-1660, Perrin, 2015  (ISBN 9782262036393). Tempus, 2017.
- Ces reines qui ont fait l'Angleterre, Tallandier, 2016.
  - Version poche : Texto, 2017.
- L'Edit de Nantes. Pour en finir avec les guerres de religion, Perrin, Tempus, 2016.
- Le siècle de l'Edit de Nantes. Catholiques et protestants de l'âge classique, Paris, CNRS éditions, 2018.
- Les Tudors, Paris, Perrin, mars 2019.